# Judith van Os
Judith van Os (14 de marzo de 1975) es una deportista neerlandesa que compitió en remo. Ganó dos medallas de plata en el Campeonato Mundial de Remo, en los años 2002 y 2003, ambas en la prueba de cuatro scull ligero.

## Palmarés internacional
| Campeonato Mundial | Campeonato Mundial | Campeonato Mundial | Campeonato Mundial  |
| Año                | Lugar              | Medalla            | Prueba              |
| ------------------ | ------------------ | ------------------ | ------------------- |
| 2002               | Sevilla (España)   | Medalla de plata   | Cuatro scull ligero |
| 2003               | Milán (Italia)     | Medalla de plata   | Cuatro scull ligero |